# Municipio de Langdon (Dakota del Norte)
El municipio de Langdon (en inglés: Langdon Township) es un municipio ubicado en el condado de Cavalier en el estado estadounidense de Dakota del Norte. En el año 2010 tenía una población de 29 habitantes y una densidad poblacional de 0,31 personas por km².

## Geografía
El municipio de Langdon se encuentra ubicado en las coordenadas 48°50′55″N 98°24′34″O / 48.84861, -98.40944. Según la Oficina del Censo de los Estados Unidos, el municipio tiene una superficie total de 93.57 km², de la cual 93,13 km² corresponden a tierra firme y (0,47 %) 0,44 km² es agua.

## Demografía
Según el censo de 2010, había 29 personas residiendo en el municipio de Langdon. La densidad de población era de 0,31 hab./km². De los 29 habitantes, el municipio de Langdon estaba compuesto por el 100 % blancos. Del total de la población el 0 % eran hispanos o latinos de cualquier raza.